# Håkan Bjerking
Lars Håkan Bjerking, född Lundquist 21 november 1957 i Skarpnäcks församling i Stockholm, är en svensk teater- och filmregissör, filmproducent, manusförfattare m.m. 

## Biografi
Bjerking är autodidakt och började som regiassistent på Dramaten 1978 i Alf Sjöbergs uppsättning av Korparna av Henri Becque. Därefter medverkade han i en liten roll i Shakespeares Lika för lika på Dramaten 1979. Han var även regiassistent till Sjöberg i hans uppsättning av Kollontaj av Agneta Pleijel. Efter att ha arbetat som regiassistent till Per Verner-Carlsson i Brott och Brott av Strindberg så assisterade han på nytt Alf Sjöberg i Molières Hustruskolan, vilken Bjerking själv fick avsluta regiarbetet för 1980, då Sjöberg avled i en olycka. Därpå översatte tillsammans med Klas Östergren och regisserade han också på Dramaten Nigel Williams samhällskritiska skolpjäs Klassfiende (1982), som blev en stor framgång och spelades i två år. Han har därefter verkat som regissör på Folkteatern Gävleborg, Angereds teater, Göteborgs stadsteater, Stora Teatern, Göteborg, Stockholms stadsteater, Norrbottensteatern, Riksteatern och Radioteatern. År 1989 turnerade hans föreställning om Povel Ramel, Ramel riket runt med Riksteatern och 1991 skrev han minimusikalen Om datatrollet Hugo. Tillsammans med Thomas Orup Eriksson skapade han musikalen Snövit, som blev en framgång på Norrbottensteatern 2011. Den regisserade han även på Århus teater i Danmark med stor framgång.
Inom film var han regiassistent åt Hans Alfredson i Falsk som vatten (1985) och åt Jösta Hagelbäck i Venus 90 (1988), innan han 1989 debuterade med den egna kortfilmen Soldaten i garderoben (1988). Utgående från hårda erfarenheter från den egna barndomen har han gjort filmer som Hem, ljuva hem (1995) och Jag älskar barn, särskilt småpojkar och långfilmsdebuten Inga tårar (2006). Han har dessutom gjort flera reklamfilmer, tv-program för TV4 och dokumentärfilmer för bland andra Sveriges Television, däribland om Ambres tillsammans med Anders Grönros år 2007. Han har producerat ett antal filmer, såsom Daniel Fridells Dubbel-8 (2000) efter Bjerkings manus och Richard Hoberts En enkel till Antibes (2011). 2021 Samverkade Bjerking tillsammans med elever på Malmö Backaskola i en filmadaption av West Side Story, där det bland annat tog plats en episk dance battle.      
Bjerking har även arbetat med miljöfrågor, med Det naturliga steget och som miljösamordnare i Ryssland under tre år, samt verkar som processutvecklare för bättre arbetsmiljö på ett flertal stora företag. Han har också i samverkan med bland andra Monica och Carl-Axel Dominique regisserat musikteater med miljötema, som kabarén Pengarna eller livet (1989) och Sopoperan Underbarnet (1996) med 150 medverkande på en soptipp vid Södertälje.
Han har under flera år varit ordförande för Teaterförbundets organisation Sveriges filmregissörer och under 2013–2016 var han ordförande för Europeiska filmregissörsfederationen (FERA).

## Filmografi (i urval)
- 1989 – Soldaten i garderoben (kortfilm)
- 1991 – Ytspänning (kortfilm)
- 1998 – Svar med foto (producent)
- 2000 – En klass för sig (TV-serie) (producent)
- 2000 – Naken (producent)
- 2000 – Dubbel-8 (även filmmanus)
- 2001 – Jacobs frestelse
- 2003 – Sprickorna i muren (producent)
- 2003 – Gryningsland (producent)
- 2006 – Inga tårar (regi och manus)
- 2011 – En enkel till Antibes (producent)
- 2012 – Isdraken (medregissör)

## Teater

### Regi
| År   | Produktion                            | Upphovsmän              | Teater    |
| ---- | ------------------------------------- | ----------------------- | --------- |
| 1985 | På pottkanten On purge bébé/Il reduce | Georges Feydeau/Ruzante | Fågel Blå |